# Iglesia de San José (Puebla de Farnals)
La iglesia parroquial de San José es un templo católico situado en el municipio de la Puebla de Farnals (Valencia) perteneciente a la Comunidad Valenciana, España. Está catalogada como Bien de Relevancia Local, con número de anotación 46.13.199-001, según la Disposición Adicional Quinta de la Ley 5/2007, de 9 de febrero, de la Generalidad Valenciana, de modificación de la Ley 4/1998, de 11 de junio, del Patrimonio Cultural Valenciano (DOCV Núm. 5.449 / 13/02/2007)

## Campanario y campanas
Cuenta con una torre campanario de planta cuadrada levantada con masonería y baldosa, y el remate realizado con materiales actuales, donde se puede encontrar un conjunto de cuatro campanas, una dedicada a la Virgen del Rosario, fundida en 1957, la otra tiene por nombre el de Felisa, dedicada a San Félix Mártir, refundida en 1964. Otra llamada María Vicenta, también fue refundida en el 2003 y la más grande es del año 1941, con el nombre de María Josefa.